# Foramen apicale

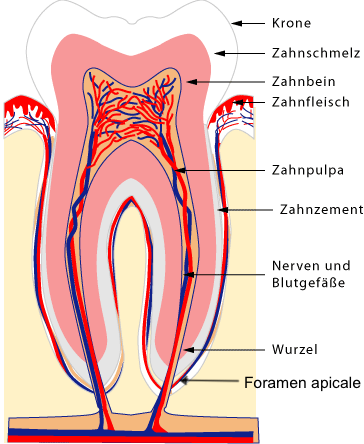
Zahnanatomie

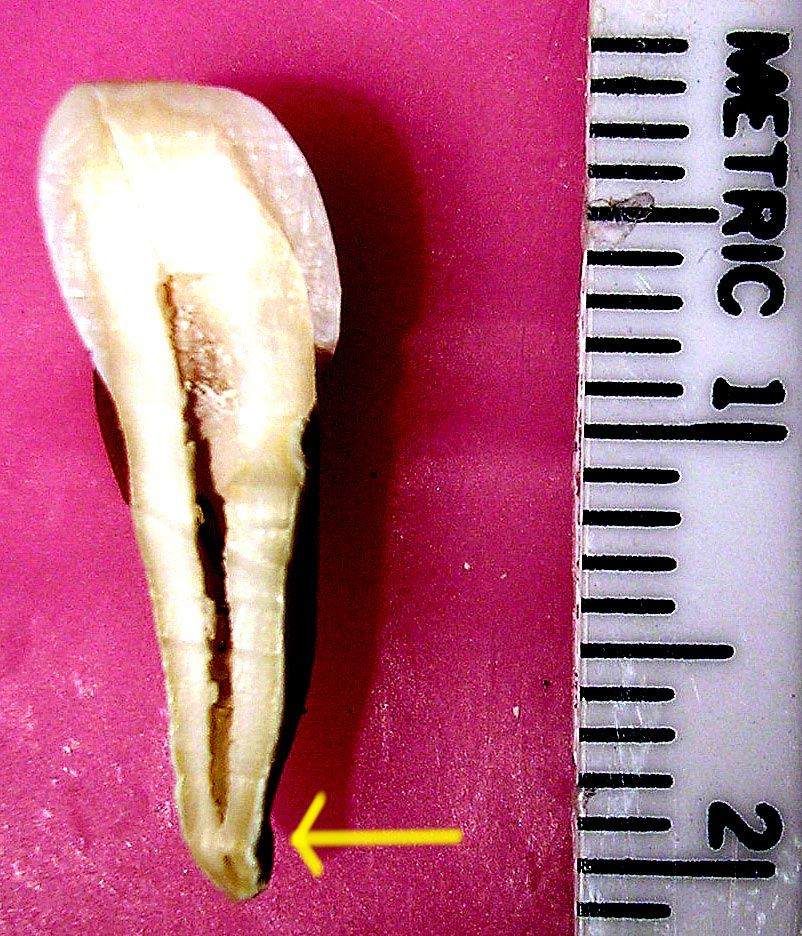
Zahnquerschnitt: Apikale Konstriktion in einem Wurzelkanal bei einem Zahn mit abgeschlossenem Wurzelwachstum.

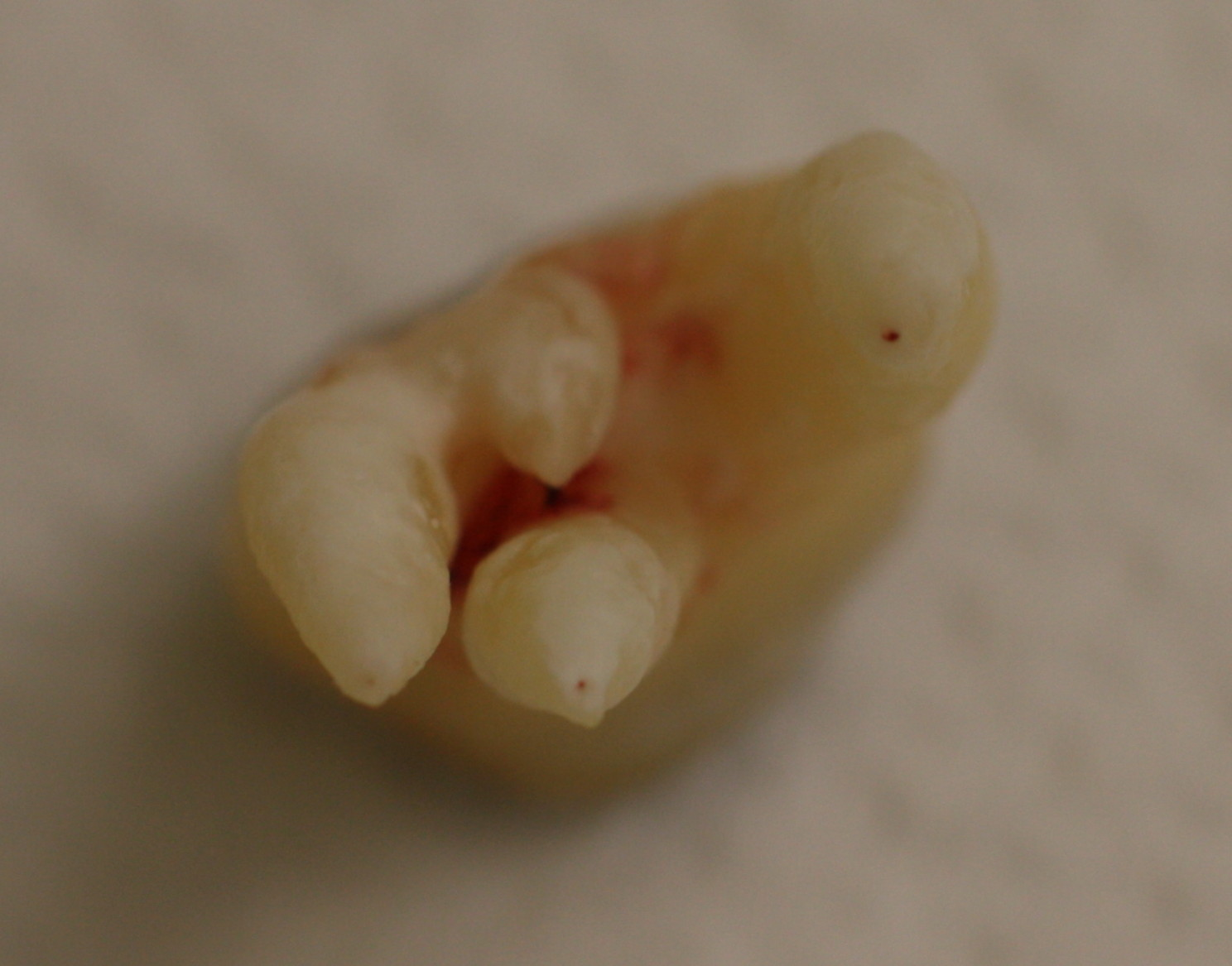
Foramina apicalia (erkennbar an den kleinen dunklen Punkten) an einem mehrwurzligen Molaren (Abbildung aus Richtung der Wurzelspitzen).

Das Foramen apicale dentis (Kurzform: Foramen apicale, lat.: foramen ‚Öffnung‘, ‚Loch‘; apicale ‚zur Spitze hin‘; dentis ‚des Zahnes‘) oder Wurzelloch ist ein Begriff aus der Anatomie des Zahnes. Es bezeichnet die Öffnung an der Wurzelspitze des Zahnes, durch welche die Nerven, Blut- und Lymphgefäße in das Zahninnere eintreten und die Pulpa (Zahnmark) bilden. Die Rami alveolares (Abzweigungsäste, Arteriolen und Venolen) entspringen im Unterkiefer dem Nervus alveolaris inferior, beziehungsweise der Arteria alveolaris inferior und der Vena alveolaris inferior, im Oberkiefer dem Nervus alveolaris superior, beziehungsweise der Arteria alveolaris superior und der Vena alveolaris superior. Es erfolgt der Eintritt myelinisierter A-Fasern, nichtmyelinisierter C-Fasern und weiterer Nerven und Lymphgefäßen.
Die anatomische Wurzelspitze wird als anatomischer Apex bezeichnet, die Stelle des Zahnes, die sich im Röntgenbild als Wurzelspitze darstellt, wird als röntgenologischer (radiologischer) Apex bezeichnet. Der Abstand vom Foramen physiologicum zum Foramen apicale beträgt gewöhnlich 0,5–1,0 mm, der Abstand vom Foramen physiologicum zum röntgenologischen Apex beträgt 0,5–2,0 mm. Die Abstände vergrößern sich mit dem Alter, da die Bildung des apikalen Wurzelzements (Substantia ossea dentis) zunimmt. Vielfach gibt der Wurzelkanal im apikalen Teil zahlreiche akzessorische Kanäle ab, woraus ein sogenanntes apikales Delta entsteht. An der apicalen Konstriktion beginnt das Desmodont (Wurzelhaut). Das Pulpagewebe geht in ein pulpo-parodontales Mischgewebe über.
Bei einer Zahnwanderung oder -kippung kann das Foramen apicale selbst ebenfalls innerhalb eines Zahnes „wandern“, je nachdem wie die Funktion es erfordert. Dentin und Zement werden dazu entsprechend umgebaut.

## Therapeutische Bedeutung
Das Foramen apicale hat seine besondere Bedeutung bei der Wurzelkanalbehandlung von pulpitischen oder nekrotischen Zähnen, denn das Wurzelfüllmaterial soll das Foramen apicale erreichen, soll aber nicht darüber hinaus gehen. Idealerweise sollen Wurzelfüllungen an der apikalen Konstriktion (Foramen physiologicum) oder kurz davor enden. Bei Zähnen mit einer vitalen Pulpa wird vermieden, dass das gesunde Gewebe jenseits der Konstriktion mechanisch oder chemisch traumatisiert wird. Bei Zähnen mit infizierter Pulpa wird eine Verschleppung von Keimen in das nicht infizierte, periapikale (das die Wurzelspitze umgebende) Gebiet verhindert. Bei einer unnötigen Erweiterung der Konstriktion entsteht zusätzlich die Gefahr einer möglichen Überfüllung des Kanals. Letzteres kann zu einer unerwünschten Gewebereaktion (Fremdkörpergranulom) führen und eine Wurzelspitzenresektion erforderlich machen, mit der das Granulom und das überschüssige Wurzelfüllmaterial operativ entfernt wird.